# Liste der Nummer-eins-Country-Alben in den USA (1997)
Dies ist eine Liste der Nummer-eins-Alben in den von Billboard ermittelten Verkaufscharts für Country-Alben in den USA im Jahr 1997. In diesem Jahr gab es acht Nummer-eins-Alben.

| ← 1996 ← | Liste der Nummer-eins-Country-Alben in den USA | Liste der Nummer-eins-Country-Alben in den USA | Liste der Nummer-eins-Country-Alben in den USA | 1998 →                    |
| \| Zeitraum \| Wo. ges. \| Interpret \| Titel \| Zusätzliche Informationen \| \| (Zeitraum, Wochen auf Platz eins, Interpret, Titel, zusätzliche Informationen) \| \| \| \| \| \| ------------------------------------------------------------------------------ \| -------- \| --------------- \| -------------------------------------------- \| ------------------------- \| \| 28. Dezember 1996 – 28. Februar 1997 9 Wochen (insgesamt 27) \| 27 \| LeAnn Rimes \| Blue[1] \| — \| \| 1. März 1997 – 9. Mai 1997 10 Wochen (insgesamt 10) \| 10 \| LeAnn Rimes \| Unchained Melody: The Early Years[2] \| — \| \| 10. Mai 1997 – 20. Juni 1997 6 Wochen (insgesamt 6) \| 6 \| George Strait \| Carrying Your Love with Me[3] \| — \| \| 21. Juni 1997 – 5. September 1997 11 Wochen (insgesamt 11) \| 11 \| Tim McGraw \| Everywhere[4] \| — \| \| 6. September 1997 – 12. September 1997 1 Woche (insgesamt 28) \| 28 \| LeAnn Rimes \| Blue \| — \| \| 13. September 1997 – 26. September 1997 2 Wochen (insgesamt 2) \| 2 \| Trisha Yearwood \| (Songbook) A Collection of Hits[5] \| — \| \| 27. September 1997 – 21. November 1997 8 Wochen (insgesamt 8) \| 8 \| LeAnn Rimes \| You Light Up My Life: Inspirational Songs[6] \| — \| \| 22. November 1997 – 12. Dezember 1997 3 Wochen (insgesamt 3) \| 3 \| Shania Twain \| Come On Over[7] \| — \| \| 13. Dezember 1997 – 26. Dezember 1997 2 Wochen (insgesamt 2) \| 2 \| Garth Brooks \| Sevens[8] \| — \| |                                                |                                                |                                                |                           |
| ← 1996 |                                                |                                                |                                                | → 1998 →                  |
| Zeitraum | Wo. ges.                                       | Interpret                                      | Titel                                          | Zusätzliche Informationen |
| (Zeitraum, Wochen auf Platz eins, Interpret, Titel, zusätzliche Informationen) |                                                |                                                |                                                |                           |
| 28. Dezember 1996 – 28. Februar 1997 9 Wochen (insgesamt 27) | 27                                             | LeAnn Rimes                                    | Blue                                           | —                         |
| 1. März 1997 – 9. Mai 1997 10 Wochen (insgesamt 10) | 10                                             | LeAnn Rimes                                    | Unchained Melody: The Early Years              | —                         |
| 10. Mai 1997 – 20. Juni 1997 6 Wochen (insgesamt 6) | 6                                              | George Strait                                  | Carrying Your Love with Me                     | —                         |
| 21. Juni 1997 – 5. September 1997 11 Wochen (insgesamt 11) | 11                                             | Tim McGraw                                     | Everywhere                                     | —                         |
| 6. September 1997 – 12. September 1997 1 Woche (insgesamt 28) | 28                                             | LeAnn Rimes                                    | Blue                                           | —                         |
| 13. September 1997 – 26. September 1997 2 Wochen (insgesamt 2) | 2                                              | Trisha Yearwood                                | (Songbook) A Collection of Hits                | —                         |
| 27. September 1997 – 21. November 1997 8 Wochen (insgesamt 8) | 8                                              | LeAnn Rimes                                    | You Light Up My Life: Inspirational Songs      | —                         |
| 22. November 1997 – 12. Dezember 1997 3 Wochen (insgesamt 3) | 3                                              | Shania Twain                                   | Come On Over                                   | —                         |
| 13. Dezember 1997 – 26. Dezember 1997 2 Wochen (insgesamt 2) | 2                                              | Garth Brooks                                   | Sevens                                         | —                         |